# Aşağı Qaramanlı
Aşağı Qaramanlı è un comune dell'Azerbaigian situato nel distretto di Neftçala.